# Dominik Pac
Dominik Pac herbu Gozdawa (ur. ok. 1525 w Smoleńsku, zm. 13 sierpnia 1579) – kasztelan smoleński w latach 1571–1579, podkomorzy brzeskolitewski w 1569 roku.
Syn Mikołaja i Aleksandry Holszańskiej. Brat: Stanisława i Pawła. Ojciec Jana zm. 1610 i Mikołaja, podkomorzego brzeskiego zm. 1595.
Urząd podkomorzego brzeskiego objął w 1569 roku. Jako poseł województwa brzeskolitewskiego i przedstawiciel Wielkiego Księstwa Litewskiego podpisał akt unii lubelskiej 1569 roku. W latach 1571–1579 był kasztelanem smoleńskim. Był kalwinistą.
Był posłem województwa brzeskolitewskiego na sejm 1570 roku, sejm 1572 roku. W 1573 roku potwierdził elekcję Henryka III Walezego na króla Polski.